# Al XX-lea amendament la Constituția Statelor Unite ale Americii
Al XX-lea amendament la Constituția Statelor Unite a modificat datele la care președintele, vicepreședintele și membrii Congresului Statelor Unite își preiau, respectiv își părăsesc mandatul (20 ianuarie în loc de 4 martie pentru primii doi, iar 3 ianuarie în loc de 4 martie pentru cei din Congres). De asemenea, prevederile sale stabilesc ce proceduri trebuie aplicate în cazul în care nu există un președinte ales. Al douăzecilea amendament a fost adoptat la 23 ianuarie 1933.
Amendamentul a redus atât perioada transferului de putere⁠(d), cât și pe cea de părăsire a mandatului⁠(d) în care membrii Congresului și președintele servesc restul mandatului după alegerile electorale.

## Textul
| “ | Secțiunea 1 Termenul mandatelor Președintelui și Vicepreședintelui se vor încheia la amiaza celei de-a douăzecea zi a lunii ianuarie, iar termenul mandatelor senatorilor și ale membrilor Camerei Reprezentanților la amiaza celei de-a treia zi a lunii ianuarie din anii în care aceste mandate ar fi trebuit să se încheie dacă acest articol nu ar fi fost ratificat; și atunci vor începe și termenele mandatelor succesorilor acestora. Secțiunea 2 Congresul se va întruni cel puțin o dată pe an, iar această întâlnire va începe la amiaza celei de-a treia zi a lunii ianuarie, cu excepția cazului în care aceștia stabilesc prin lege o altă zi. Secțiunea 3 Dacă, în momentul stabilit pentru începutul mandatului de Președinte, Președintele ales va muri, atunci Vicepreședintele ales va deveni Președinte. Dacă nu va fi ales niciun Președinte înainte de momentul stabilit pentru începutul mandatului său sau dacă Președintele ales nu va îndeplini condițiile necesare, atunci Vicepreședintele ales va servi ca Președinte până ce un Președinte va îndeplini aceste condiții; iar Congresul ar putea stabili prin lege procedura de urmat pentru cazul în care nici Președintele, nici Vicepreședintele aleși nu vor îndeplini condițiile necesare, declarând cine va îndeplini atunci funcția de Președinte sau modul în care trebuie ales cineva pentru a îndeplini această funcție, iar această persoană va îndeplini această funcție până ce un Președinte sau Vicepreședinte va fi îndeplinit condițiile necesare. Secțiunea 4 Congresul va putea stabili prin lege procedurile necesare pentru cazul în care survine moartea oricărei persoane din rândul celor pe care Camera Reprezentanților îi poate alege ca Președinte în situația în care sarcina alegerii îi va reveni, și pentru cazul în care survine moartea oricărei persoane din rândul celor pe care Senatul îi poate alege ca Vicepreședinte atunci când sarcina alegerii le va reveni. Secțiunea 5 Secțiunile 1 și 2 vor intra în vigoare în a cincisprezecea zi a lunii octombrie care urmează ratificării acestui articol. Secțiunea 6 Acest articol nu va produce efecte până ce nu va fi ratificat ca amendament la Constituție de către organele legislative a trei sferturi dintre state în termen de șapte ani de la introducerea sa. | ” |